# Festival Guitarras en la Ciudad Blanca
"Guitarras en la Ciudad Blanca" es un festival internacional de guitarra de Bolivia que se realiza cada año, en la ciudad de Sucre y diferentes municipios del departamento de Chuquisaca, programando diversas actividades de difusión, formación, promoción y diálogo artístico e intercultural: conciertos (en espacios convencionales y no convencionales), conferencias, clases magistrales, presentaciones de libro, actividades de convivencia intercultural, eventos colaborativos y de formación de públicos que reúne magistrales propuestas individuales y grupales de destacados compositores, intérpretes, pedagógos y musicólogos, de América del Sur, Centroamérica, Asia, y Europa, convirtiéndose en la actualidad en una referencia única y extraordinaria en Bolivia, y de impacto y visibilización internacional.

## Orígenes
El festival nace de la necesidad de conservación y difusión del patrimonio histórico y cultural de la música y la guitarra sucrense y boliviana, y el diálogo intercultural a través de la guitarra, en su diversidad estilística mundial y calidad propositiva. El Festival ya tiene 7 versiones, del 2012 al 2018. El 2019. se realizará la 8.ª versión en el mes de mayo, con dos ciclos multitemáticos.

Círculo de Cuerdas Red, es una plataforma de gestión cultural y artística, que realiza anualmente actividades culturales -sobre todo musicales- en Bolivia. "Guitarras en la Ciudad Blanca" (Sucre, 8.ª edición), y "Guitarijeando" (Tarija, 4.ª edición) son dos de los Festivales Internacionales de Guitarra más importantes que produce, y a su vez, los Festivales más importantes en su género en nuestro país, con significativo posicionamiento a nivel internacional. Tras varias ediciones, pasaron reconocidos maestros músicos de Argentina, Brasil, Chile, Perú, Bolivia, Paraguay, Uruguay, Venezuela, Ecuador, México, Cuba, Polonia, Bielorrusia, Alemania, Italia, Francia, Portugal, España, Noruega, República Checa, y Japón. 
El trabajo en red que trasunta el Círculo de Cuerdas, y la cogestión gobierno-sociedad civil, permiten establecer articulaciones y mecanismos de gestión cultural que facilitan la realización de eventos y procesos culturales en beneficio de la comunidad artística y sociedad en general.

## Desarrollo
El festival incluye conciertos de gala, conciertos en convivencia cultural, conciertos en tradición bohemia, clases magistrales, conferencias, talleres, exposiciones documentales, conversatorios, reconocimientos, y otras actividades relacionadas. Chuquisaqueño y sucrense, "Guitarras en la ciudad blanca" es un megafestival guitarrístico con proyección mundial y como uno de los más memorables y cordiales en Sudamérica. El festival además promueve el turismo cultural, una interculturalidad amplia, respetuosa y horizontal, aporta y difunde la asombrosa identidad histórica y cultural de la región. Es considerado epicentro en Bolivia y Sudamérica de una extraordinaria fiesta mundial guitarrística, con gran calidad artística y humana.

## Sucesos y repercusiones
El festival ha contado con la presencia de virtuosos y maestros tales como Kazuhito Yamashita (Japón), Christina Sandsengen (Noruega), Alexis Méndez (Cuba-Bolivia), Alberto Puerto (Cuba), Eduardo de Medeiros (Brasil), Ernesto Mayhuire (Perú), Exequiel Ricca (Argentina), Fernando Arduz (Bolivia), Harold Beizaga (Bolivia), Jiri Sommer (República Checa), José Miguel Suárez (México), Marta Almajano (Cuba), además de dúos como el Dúo Sedina (Polonia) y Dúo Rendón (Bolivia)
El festival "Guitarras en la Ciudad Blanca" celebrará su 5.ª versión y recibirá a más de 50 maestros artistas y representantes de países como Polonia, España, Argentina, Italia, México, Cuba, Alemania, Uruguay, Perú, Chile y Bolivia como anfitrión, el año 2016.